# Слободянюк Пилип Микитович
Пилип Микитович Слободянюк (1905 — ?) — український радянський діяч, котельник Вінницького авторемонтного заводу імені Горького Вінницької області. Депутат Верховної Ради СРСР 1-го скликання.

## Життєпис
Освіта середня.
У 1926—1932 роках — котельник Вінницького суперфосфатного заводу. Кандидат у члени ВКП(б) з 1932 року.
З 1932 року — котельник Вінницького мотороремонтного (авторемонтного) заводу імені Горького Вінницької області.